# تاکدا نوبوتویو
تاکدا نوبوتویو (به ژاپنی: 妻木煕子); سامورایی، دایمیو و پدربزرگ (پدر مادر) آکچی میتسوهیده اهل ژاپن بود.